# Le Mouvement associatif
Pour les articles homonymes, voir Association à but non lucratif.
Le Mouvement associatif est la représentation nationale des associations françaises. Son rôle est de défendre et promouvoir la vie associative dans son ensemble. Par le biais de ses membres, Le Mouvement associatif représente 1 association sur 2 en France.

## Description
Cette section est promotionnelle ou publicitaire (avril 2025). Considérez son contenu avec précaution et/ou discutez-en.
Le Mouvement associatif est le porte-voix de la vie associative française.
Avec plus de 20 millions de bénévoles et 1,8 million de salariés, le monde associatif est une des forces vives les plus actives de notre pays.
Les associations agissent et innovent chaque jour, sur tous les fronts, au plus près des besoins, au service de l’intérêt général. Elles sont actrices de l’économie, créent de l’emploi, génèrent de l’activité, impulsent des projets.
Organisées en réseaux, elles font mouvement pour prendre toute leur part dans la construction d’une société plus humaine, plus juste et plus durable.
Le rôle du Mouvement associatif est d'accompagner, de renforcer, de porter cette dynamique, et ainsi de permettre aux associations d'être reconnues et soutenues pour ce qu'elles sont, ce qu'elles font, et surtout ce qu'elles apportent à la société, aux territoires, aux citoyens et citoyennes.

## Historique[1]
1992 : 12 coordinations nationales associatives créent un espace de concertation et de proposition sur les questions communes de vie associative : la Conférence des Présidents des Coordinations Associatives (CPCA)
1999 : La CPCA devient la Conférence Permanente des Coordinations Associatives et est institutionnalisée sous la forme d'une association de droit. C’est aussi l’année de l’organisation des premières Assises nationales de la vie associative, en lien avec les pouvoirs publics, qui réunissent des milliers d’associations, qui seront déclinées dans les départements à travers des forums départementaux et qui donneront naissance à un certain nombre de chantiers.
2000 : cette année marque le début de la dynamique territoriale avec la reconnaissance des 5 premières CPCA régionales. Par ailleurs, le 1er décembre 2000, est publiée la circulaire relative aux conventions pluriannuelles d’objectifs entre l’État et les Associations.
2001 : à l’occasion de l’année centenaire de la loi de 1901, est signée la première charte des engagements réciproques entre l’État et la CPCA, qui scelle le partenariat entre l’État et les associations.
2006 : le Ministère chargé de l’emploi et la CPCA signe un protocole d’accord sur l’emploi dans les associations. Ce protocole s’inscrit dans le contexte de la loi de programmation pour la cohésion sociale qui remodèle les contrats aidés et conduira à la montée en flèche de ces contrats, encouragés par les pouvoirs publics auprès des associations.
2008 : la CPCA assure la fonction d’attaché du groupe des associations au Conseil économique, social et environnemental (CESE), avant que Le Mouvement associatif ne devienne, en 2015, l’organisation proposant au ministre la désignation des membres du groupe.
2009 : la CPCA se mobilise aux côtés d’associations de jeunes et de jeunesse pour le renforcement du dispositif du service civil volontaire. Cette mobilisation aboutit à la loi du 10 mars 2010 instaurant le Service Civique.
2012 : à la suite de la refonte de ses statuts, la CPCA s'ouvre à de nouveaux membres et s'organise en quatre composantes
2014 : la CPCA devient Le Mouvement associatif, affirmation de sa volonté de « faire mouvement » au service de la vie associative. Cette même année, la Charte des Engagements Réciproques est renouvelée et actualisée avec l’État et de manière nouvelle, avec les associations de collectivités territoriales, et Le Mouvement associatif porte la grande cause nationale dont le thème est l’engagement associatif.
2019 : à l'occasion des 20 ans de l'association, Le Mouvement associatif fait de nouveau évoluer ses statuts pour plus d'ouverture. Cela lui a permis de passer en 5 ans de 15 à 39 membres nationaux
2020 : Le Mouvement associatif organise Droit de Cité ! la grande journée des associations et de celles et ceux qui s'y engagent au quotidien. Depuis, cet évènement, qui réunit 1000 acteurs et partenaires de la vie associative, se tient tous les 2 ans.
2024 : Le Mouvement associatif continue de s’implanter territorialement en créant Le Mouvement associatif Martinique. Dorénavant, Le Mouvement associatif compte 14 Mouvements associatifs régionaux

## Membres
39 membres nationaux : CNAJEP, CNOSF, COFAC, Coordination SUD, UNAF, UNAT, UNIOPSS, Animafac, Citoyens & Justice, La Ligue de l’Enseignement, Familles Rurales, France Nature Environnement, Collectif Mentorat, France bénévolat, La Fonda, Mona Lisa, Association Prévention Routière, Talents Seniors Bénévoles, Fédération du scoutisme français, FRENE, La Ligue des Droits de l’Homme, Réseau National des Ressourceries, Unis-Cité, F3E, RNJA, Banques Alimentaires, FG PEP, UNHAJ, UFCV, Planning Familial, Fédération Nationale Solidarité Femmes, FNCIDFF, Le Mouvement des régies, Mouvement européen France, Passerelles et Compétences, Fédération des Usagers de Bicyclette, Croix-Rouge Française, UGESS, Emmaüs France, Démocratie ouverte, Les Petits Débrouillards
14 membres régionaux : Auvergne-Rhône-Alpes, Bourgogne-Franche-Comté, Bretagne, Centre-Val-de-Loire, Grand Est, Hauts-de-France, Île-de-France, La Réunion, Martinique, Normandie, Nouvelle-Aquitaine, PACA, Pays-de-la-Loire, Occitanie

## Présidence
- Nadia Bellaoui : 2012 - 2016,
- Philippe Jahshan : 2016 - 2021[2],
- Claire Thoury ⁣: 2021 - en cours[3]

## Prises de position publiques
En tant que porte-voix de la vie associative, Le Mouvement associatif prend régulièrement position, par le biais de communiqués, tribunes ou interviews. Parmi les dernières prises de position, notons :
- Alerte sur les libertés associatives : https://lemouvementassociatif.org/contrat-dengagement-republicain/
- Tribune : L'extrême-droite, une menace pour l'action associative et citoyenne : https://lemouvementassociatif.org/tribune-l-extreme-droite-une-menace-pour-l-action-associative-et-citoyenne/
- Mobilisation autour du financement des associations : https://lemouvementassociatif.org/financement-des-associations/

## Identité visuelle

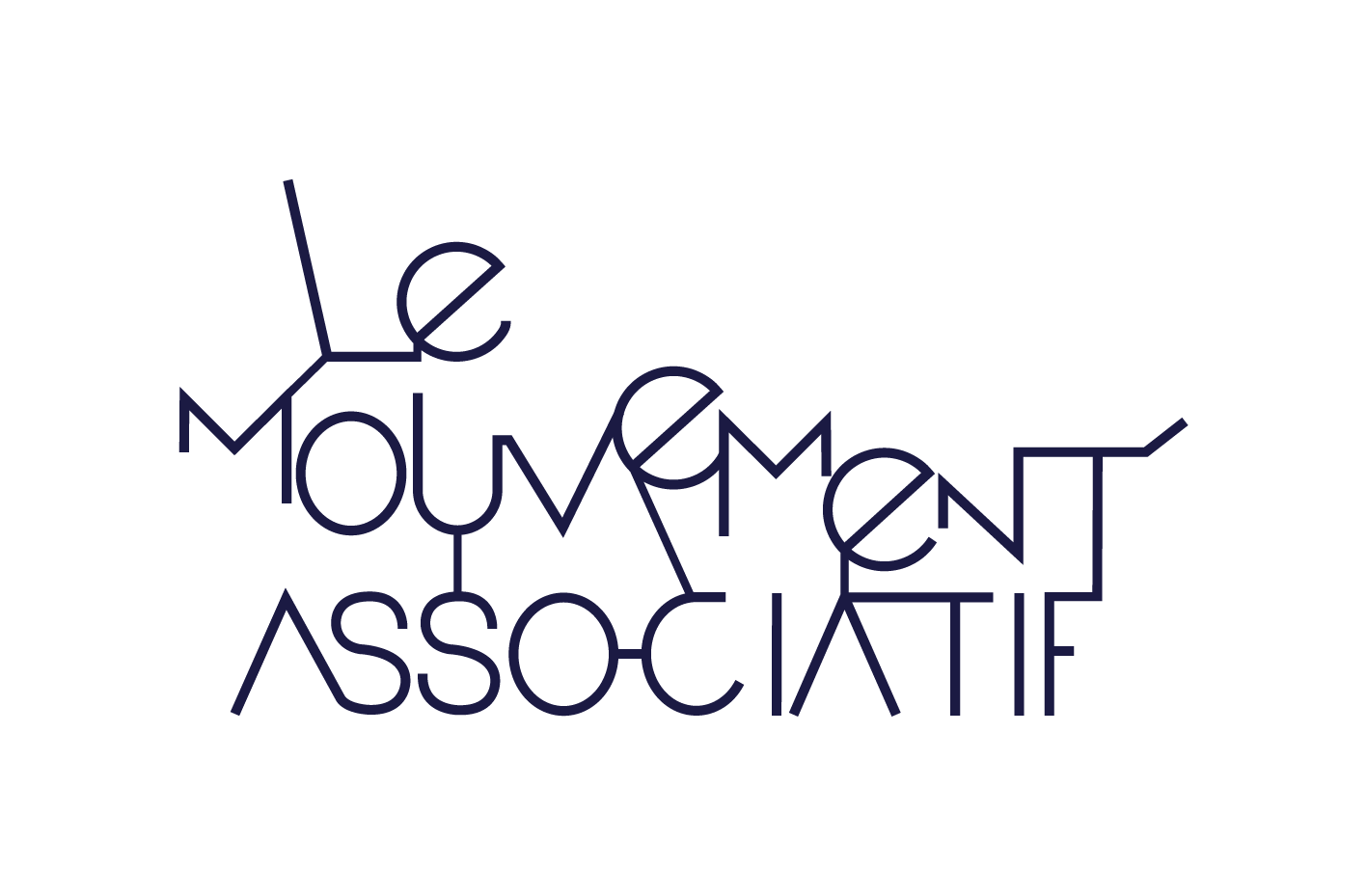
Logo du Mouvement associatif